# Peganum nigellastrum
Peganum nigellastrum är en tvåhjärtbladig växtart som beskrevs av Aleksandr Andrejevitj Bunge. Peganum nigellastrum ingår i släktet harmelbuskar, och familjen Tetradiclidaceae. Inga underarter finns listade i Catalogue of Life.